# Livinus von Gent

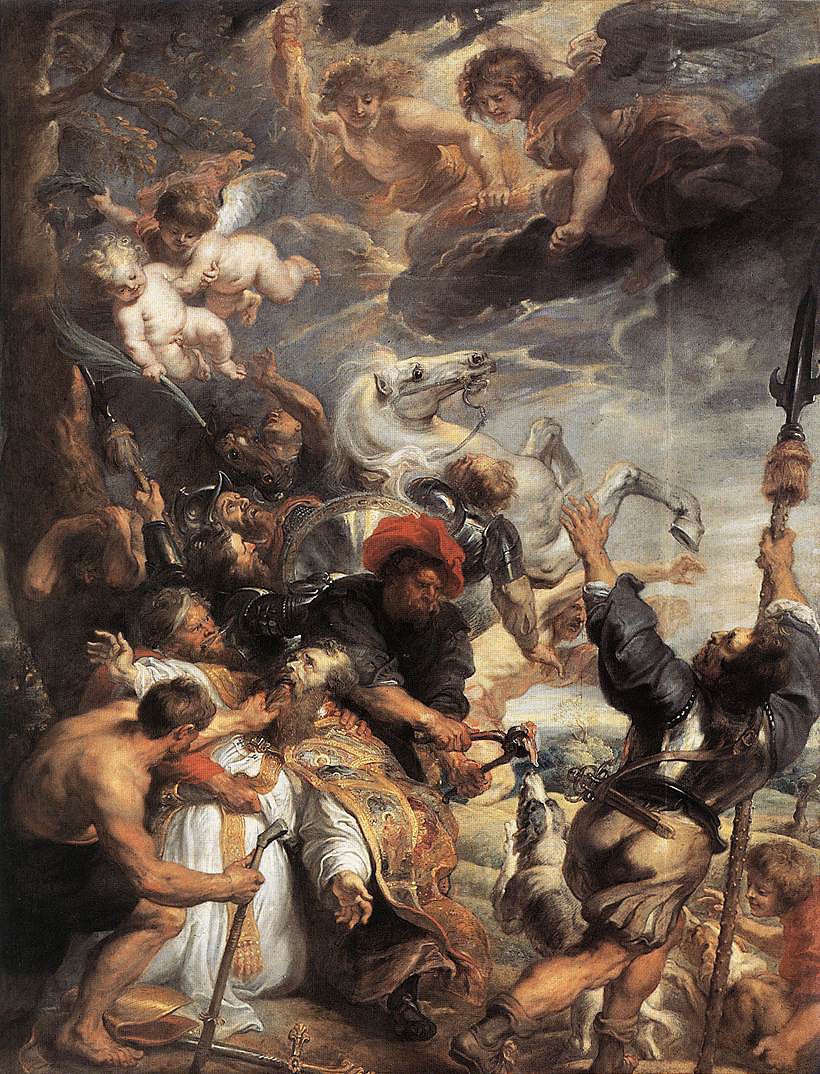
Das Martyrium des hl. Livinus von Peter Paul Rubens, 1633

Der Heilige Livinus von Gent, auch St. Lieven genannt (* um 580; † 12. November 657) war ein Apostel von Flandern und Brabant. In katholischen Bereichen Belgiens ist sein Gedenktag der 12. November.

## Leben
Über das Leben und Wirken des Livinus berichtet eine Vita, die dem heiligen Bonifatius zugeschrieben wird, und eine Epistel, als deren Autor der Heilige selbst gilt. Beide Quellen werden als nicht sehr glaubwürdig beurteilt.
Nach ihnen wurde er in einer edlen irischen Familie geboren, reiste in seiner Jugend nach England, wo er Augustinus von Canterbury besuchte. Anschließend kehrte er in sein Geburtsland zurück, um sein Studium zu beenden. Er wurde zum Priester geweiht und stieg zum Bischof auf. Wie auch viele andere aus Irland, Schottland und England fühlte er sich zur „peregrinatio Domini“ (Auslandsreise im Namen Gottes) berufen. Für seine Mission verließ er Irland und ging nach Gent und Zeeland.
Dort verblieb er im „Coenobium Ganda“ (Kloster von Gent) und betete am Grab des St. Bavo, der kurz vorher gestorben war. Danach ging er wieder auf Mission in die Grafschaft Aalst, unter anderem auch nach Houtem, einem Ort zwischen Gent und Ninove, der heute nach ihm benannt ist (St. Lievens Houtem). Dort liegt auch sein Grab.

## Wundertätigkeit und Märtyrertod
Der Legende nach wurde Livinus auf einer seiner Missionen von einem Besessenen angegriffen. Er wehrte den Angriff ab und befahl dem Teufel, den armen Mann zu befreien. Dieser lag zuerst wie leblos auf dem Boden, bis er aufstand und sich bei Livinus bedankte. Man sagt auch, er habe den seit dreizehn Jahren blinden Knappen Ingelbert, Sohn von Craphilde, geheilt und anschließend getauft.
Später predigte er in Essche bei Geraardsbergen. Hier wurde er jedoch von Heiden angegriffen, die ihm die Zunge ausrissen und ihn enthaupteten. Dies passierte am 12. November 657. Der Missionar wurde in Houtem bestattet und als Märtyrer verehrt.

## Namenspatron
Der Name „Lieven“ ist im flämischen Teil Belgiens ein nicht seltener Vorname. Die Bedeutung des Namens geht über „Livinus“ zurück auf lib-win, was Volksfreund bzw. Freund des Volkes bedeutet. Andere Erklärungen deuten es aus mhd. lib-wuan, „liebt das Leben“.